# میرزا محمدمهدی کرکی
میرزا محمد مهدی کرکی یک روحانی و دولتمرد ایرانی بود که به عنوان وزیر بزرگ حاکم صفوی (شاه) عباس دوم (ص ۱۶۴۲–۱۶۶۶) و پسر و جانشینش شاه سلیمان (ص ۱۶۶۶–۱۶۹۴) خدمت می‌کرد. او پسر میرزا حبیب‌الله کرکی بود، که به عنوان صدر الممالک (وزیر دین) از ۱۶۳۲/۳ تا مرگ او ۱۶۵۰ خدمت کرده بود.